# Saint-Marcel-d'Ardèche
Saint-Marcel-d'Ardèche là một xã ở tỉnh Ardèche, vùng Auvergne-Rhône-Alpes ở đông nam nước Pháp.